# 卢皮亚克德拉雷奥勒
卢皮亚克-德拉雷奥勒（法語：Loupiac-de-la-Réole，法語發音：[lupjak də la ʁeɔl]，意为“拉雷奥勒的卢皮亚克”）是法国吉伦特省的一个市镇，属于朗贡区。

## 地理
卢皮亚克-德拉雷奥勒（44°32'44"N, 0°2'30"W）面积5.32 平方千米，位于法国新阿基坦大区吉倫特省，该省份为法国西南部沿海省份，是法國本土面积最大的省，北起滨海夏朗德省，西临大西洋，南至朗德省，东南接洛特-加龍省，东临多爾多涅省。
与卢皮亚克-德拉雷奥勒接壤的市镇（或旧市镇、城区）包括：丰泰、阿亚斯、布莱尼亚克、诺阿亚克、皮巴尔邦。
卢皮亚克-德拉雷奥勒的时区为UTC+01:00、UTC+02:00（夏令时）。

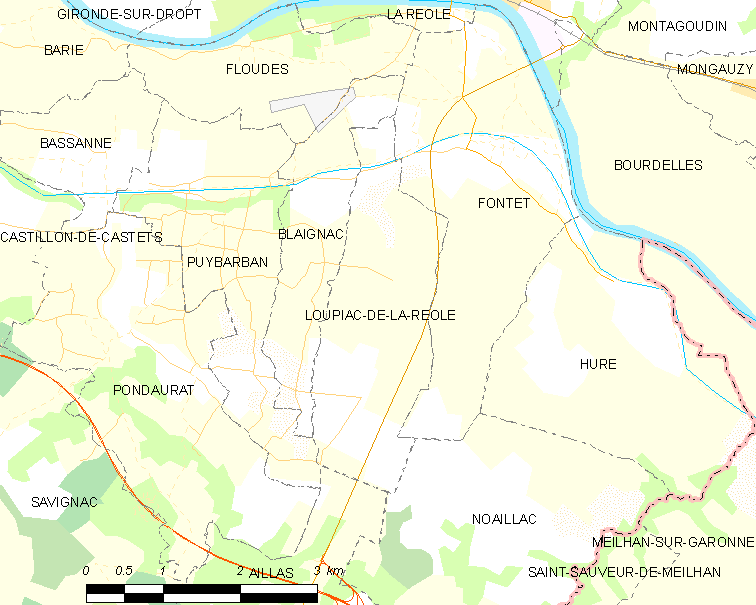
卢皮亚克-德拉雷奥勒的OSM定位图

## 行政
卢皮亚克-德拉雷奥勒的邮政编码为33190，INSEE市镇编码为33254。

## 政治
卢皮亚克-德拉雷奥勒所属的省级选区为勒雷奥莱-莱巴斯蒂德县。

## 人口

1962-2008年间卢皮亚克-德拉雷奥勒人口变化图示

卢皮亚克-德拉雷奥勒于2022年1月1日时的人口数量为545人。